# Альбицци, Пьеро
Пьеро ди Филиппо Альбицци (итал. Piero di Filippo degli Albizzi; XIV век, Флоренция — 1379, там же) — флорентийский государственный деятель. Занимал пост капитана гвельфской партии (1357—1378), фактически управлявшей Флорентийской республикой. Дядя Мазо Альбицци и Пьетро Корсини, сын Филиппо Альбицци, внук Орландо дельи Альбицци, племянник Антонио Альбицци.

## Биография
Был сыном Филиппо ди Орландо Альбицци и Контессы Донати.
В 1342 был членом Синьории. В 1348 году был избран гонфалоньером компании и от имени Флорентийской республики занимал должность посла в Риме, Милане и Неаполе. С 1349 по 1350 годах он был одним из приоров во Флоренции. В 1350 году он был одним из двенадцати буономини. В 1352 году он был отправлен в Неаполь в качестве посла к Джованне I и был посвящен в рыцари. В 1353 году был послом в Германии, в 1354 году был послом в Пизе.
В 1357 году Угуччоне Риччи, с целью отстранить всех людей из дома Альбицци, так как их предки родом из Ареццо, ввёл закон, который не допускал гибеллинов к высшим должностям; впоследствии замысел Угуччоне был сообщён Пьеро и он решил содействовать ему, опасаясь, что его обвинят в родстве с гибеллинами. Но Пьеро стал капитаном гвельфской партии и усилил к себе уважение среди гвельфов. После получения должности капитана, Пьеро и Лапо да Кастильонкио, Карло Строцци могли отстранять неугодных им персон от государственных постов, обвинив их в гибеллинстве (итал. ammonizione).
В 1366 году Риччи издал указ, согласно которому каждое обвинение гражданину в гибеллинстве (итал. ammonizione) должно получить подтверждение от специальной комиссии двадцати четырёх-гвельфов. В 1368 — 1370 годах, на пике своей политической карьеры, ему удалось заставить различные советы принять решение выступить против Галеаццо II и Бернабо Висконти, стремясь заключить союзы с Гвидо Гонзага, синьор Мантуи, Никколо II д’Эсте, синьор Феррарей. Для этого он заручился благосклонностью Папы Урбана V, который возвёл племянника Пьеро, Пьетро Корсини, в кардиналы в июне 1370 года.
В 1371 году некий рыцарь по имени Бенки Буондельмонти, которого  за заслуги на войне с пизанцами причислели к пополанам, он смог избраться в Синьорию, но его недоброжелатели провели закон о том, что нельзя допускать в приоры дворянина, даже объявленного пополаном. Тогда Бенки, сблизился с Пьеро и они сговорились ударить по мелким пополанам, обвиняя их в гибеллинстве (итал. ammonizione), и остаться во главе республики. Благодаря тому что Бенки пользовался уважением нобилей, а Пьеро испытавал уважение от большой части крупных пополанов, используя новую реформу, они получили возможность управлять комиссией двадцати четырёх.
В 1372 году синьория отстранила на три года от всех общественных должностей трёх членов семейства Риччи и трёх членов семейства Альбицци, включая Пьеро, и запретила входить им во Дворец Синьории, хотя Пьеро не допускался во Дворец Синьории, дворец партии гвельфов, где он по прежнему пользовался большим влиянием, был ему открыт. И если прежде он и его сторонники усердствовали в  (итал. ammonizione), то теперь, во время войны восьми святых Пьеро через Лапо да Кастильонкио, Карло Строцци и других членов гвельфской партии стал действовать ещё более дерзко в ammonizione и на время объединившись с комиссией восьми, защищал Флоренцию от вторжения Папы. В конце войны Пьеро снова занял своё место среди членов Синьории и капитана гвельфской партии. В апреле 1378 года, опасаясь, что новым гонфалоньером станет Сальвестро Медичи, он решил подстроить жеребьёвку , но комиссия восьми помешала ему в этом, Тогда Сальвестро Медичи, утвердил балию против (итал. ammonizione) и Сальвестро Медичи вместе с Бенедетто Альберти начали подстрекать народ и призывать его к оружию.

Пьеро и Лапо собрали во дворце партии гвельфов значительное количество граждан, и вместе с Синьорией назначили особую комиссию по управлении республикой в состав которой входили приоры, восемь святых и капитаны гвельфской партии. Но плебеи вышли на улицы 20 июля 1378 года, организовав бунт, получивший название восстание Чомпи. И Пьеро услышав о восстании спрятался, полагая, что когда всё успокоится, он сможет остаться во Флоренции,так как у него тут было много друзей и родственников. Во главе с Микеле ди Ландо они напали и сожгли дома Альбицци и да Кастильонкио. Пьеро, навсегда исключённый из государственной службы, сумел спастись. В 1379 году его задержали и объявили в сговоре с Джаноццо да Салерно против Флорентийской республики, а для того чтобы никто не решился поддержать его, Бенедетто Альберти поручил большому количеству вооружённых людей охранять город, учинил следствие, но обвинений и показаний оказалось мало, тогда враги Альбицци подняли против них народ, что пришлось приговорить его к смерти. Его казнили во Дворце Синьории 23 декабря 1379 года. 
 Сразу же после его кончины во Флоренции начались беспорядки, после которых режим чомпи был снят. Вскоре Мазо Альбицци, племянник Пьеро, смог вернуться во Флоренцию и добиться того, чтобы все причастные к режиму чомпи люди были изгнаны из Флоренции. Среди них были Сальвестро Медичи, Бенедетто Альберти и Микеле ди Ландо

## Семья
Он был женат на Маргарите Строцци (? — 1388), в ходе брака он получил от неё десять детей. Также у него был брат Лука ,который умер в 1348 году, отец Мазо Альбицци,и сестра Гита мать Пьетро Корсини.
- Лука (?—1381), дед Луки Питти, женился на Дионоре Нери Даль Паладжо.
- Филиппо, женился на Никколоссе дель Гарбо.
- Паоло (?—1425) политический деятель.
- Никколо (?—1380), монах.
- Танча, вышла замуж за Лоренцо Альтовити.
- Томмаза, монахиня.
- Фраческа, вышла замуж за Никколо Кастеллани.
- Андреа.
- Нера, вышла замуж за Никколо Торнакинчи.
- Контесса, вышла замуж за Риккардо Гуиди ди Баньо.